# Флинт, Джозайя
Джозайя Флинт Уиллард (англ. Josiah Flynt Willard; 23 января 1869, Аплтон, Висконсин, США — 20 января 1907, Чикаго, США) — американский писатель и репортёр.

## Биография
Родился в Аплтоне (Висконсин). Племянник Фрэнсис Уиллард, известной американской общественной деятельницы, феминистки и суфражистки, просветителя и реформатора, двоюродный брат американского режиссёра Баннистера Мервина.
Джозайя рано потерял отца и воспитывался матерью в Эванстоне (Иллинойс). Когда ему было 15, мать и сёстры уехал в Берлин, а Джозайю отдали учиться в один из колледжей штата Иллинойса. Вскоре он бросил учёбу и самовольно уехал в Буффало, где устроился работать на железную дорогу. Вскоре бросив работу, стал бродяжничать и воровать, попал в тюрьму, сбежал, снова был арестован, вновь ведёт жизнь бродяги. Нанявшись кочегаром на океанский лайнер, отправился в Европу к родным, где в 1890—1895 годах учился в берлинском Университете Фридриха Вильгельма, где познакомился с Робертом Вудом, в дальнейшем известным американским физиком-экспериментатором. Много путешествовал по Европе, познакомившись с такими известными людьми как норвежский драматург Генрик Ибсен, английский поэт Артур Саймонс, немецкий учёный и политик Рудольф Вирхов, шотландский историк Горацио Браун, американская писательница Гертруда Стайн.
В 1896 году Флинт приехал в Россию, чтобы встретиться со Львом Толстым. Позже, заручившись благословлением великого писателя и письмом министра путей сообщения Российской империи князя М. И. Хилко́ва на имя начальника Сибирской железной дороги, Флинт несколько месяцев странствовал по России как журналист. В 1897 году, имея на руках письмо петербургского градоначальника генерала Н. В. Клейгельса 3 месяца путешествует по Средней Азии.
Вернувшись в США, был репортёром, полицейским, частным сыщиком, охранником на железной дороге. Прославился своими очерками в Century Harper's Magazine и других журналах о странствующих рабочих – «хобо». В 1899 году опубликовал свою первую книгу, «плутовское» исследование «Скитания с бродягами» (англ. Tramping with Tramps), в которой помимо прочего рассказывал о своих странствиях в России. Его дальнейшие работы были посвящены описанию жизни бродяг, а также американской преступности, в частности, сращиванию преступного мира с коррумпированной полицией и властями. В своих книгах и эссе Флинт не ограничивался описаниями, но и классифицировал бродяг, пытаясь делать обобщения и понять как люди становятся преступниками, проявив тем самым склонность к социологии.
Дружил с Джеком Лондоном, который посвятил Флинту сборник автобиографических очерков «Дорога», вышедший в 1907 году.
Джозайя Флинт Уиллард умер в Чикаго, в Kaiserhof Hotel на Кларк-стрит, чуть не дожив до своего 38-летия от воспаления лёгких, отягощённого алкоголизмом и кокаиновой зависимостью. Его книги до сих пор переиздаются.